# Jane Essler
Pour les articles homonymes, voir Essler.
Sophie Joséphine Fessler dite Jane Essler, née le 27 mars 1836 rue Mouffetard à Paris et morte le 11 mai 1892 à Antibes, est une actrice de théâtre française du XIXe siècle.

## Biographie
Jane Essler habite avec sa mère le quartier Mouffetard. Élève de Joseph Samson et de Mademoiselle George, Alexandre Dumas père, qui l'entend chez sa professeure l'engage au Théâtre-Historique qui ferme trois jours après. Du Théâtre-Historique elle passe à la Gaîté, puis au théâtre du Vaudeville, toujours en quête d'un rôle. Elle fait ces trois théâtres sans avoir joué une seule fois. C'est l'Ambigu-Comique qui lui donne son premier rôle, à quinze ans, dans Le Vampire. Charles Mourier, le directeur des Folies-Dramatiques, l'engage pour jouer La Fille de l'air, au bout de six mois, elle passe aux Délassements-Comiques.
Fiorentino, un critique, la découvre et en parle à  Alphonse Royer, directeur de l'Odéon. Essler est liée aux Délassements-Comiques par un engagement de plusieurs années. On a de part et d'autre stipulé dix mille francs de dédit. Royer prend ce prétexte pour ne pas la recruter dans sa troupe. D'après Francisque Sarcey, une légende raconte qu'elle court au ministère de qui les théâtres dépendaient alors pour plaider sa cause, le ministre promet ses bons offices et finalement Royer l'engage. Elle joue Chimène du Cid, l'Aménaïde de Tancrède, l'Andromaque de Racine mais elle n'a pas la taille réglementaire de la tragédienne pour représenter, selon les critères de l'époque, ces personnages solennels. Le drame moderne lui va mieux. Elle donne la réplique à Frédérick Lemaître dans André Gérard en 1857, elle est très applaudie dans la scène où Frédérick Lemaître, apprenant la faute de sa fille, la saisit et la jette écrasée à ses pieds, tandis que la malheureuse, atterrée, jette des cris. De l'Odéon elle passe à la Porte-Saint Martin, où elle ne reste pas longtemps. Elle finit par entrer au Vaudeville ; Le Roman d'un jeune homme pauvre en 1858, la met plus en vue.
« L'aspect chétif et souffreteux de sa personne, la grâce alanguie de ses grands yeux, le tour mélancolique de son visage, la faisaient volontiers choisir pour représenter les poitrinaires qui meurent, en crachant le sang, au cinquième acte. Ce fut pour elle pendant longtemps comme une spécialité. Elle était vouée aux poitrinaires. Fallait-il que Mimi, la Mimi de la vie de bohème, mourût en crachant le sang, vite Mlle Essler. Avait-on besoin d'une Marguerite Gautier pour tousser durant quatre actes et s'en aller sur une chaise longue au cinquième? c'était encore elle qu'on demandait, M. Ponsard voulait-il peindre, dans Ce qui plaît aux femmes une pauvre ouvrière périssant de faim, de froid et de misère, et, s'éteignant sans plainte ? Mlle Essler était encore là »
— Francisque Sarcey, dans Comédiens et comédiennes
.
Après le Lac de Glenaston en 1861 et La Bouquetière des Innocents en 1862, elle joue finalement un personnage de fantaisie Mario dans Les Beaux Messieurs de Bois-Doré de George Sand en 1862. Elle joue le rôle de Mme Brancador des Ressources de Quinola en 1863, Mme Fernel dans Mr et Mme Fernel, Mme de Brisson de La Conjuration d'Amboise en 1866, Le Drac de George Sand, dans Cadet Roussel, La Reine Margot en 1868, Cromwell. Après 1868, elle ne joue que par intervalles et dans des reprises. Elle est, par la force des choses, devenue une actrice nomade et intermittente. A chaque pièce, l'imprésario engage, selon les rôles qu'il doit distribuer, les artistes qui lui paraissent les plus aptes à les remplir ; il recrute ainsi une « troupe de hasard ». En 1872, elle joue dans Le Centenaire d'Édouard Plouvier, à l'Ambigu-Comique ; en 1873, au Vaudeville, dans la reprise du Roman d'un jeune homme pauvre ; en 1874, au Vaudeville, dans Le Chemin de Damas.
Une maladie assez grave la force au repos pendant un an en 1877. À peu près guérie, elle reparaît, le 22 mars 1878, pour y créer Fantine des Misérables, à la Porte-Saint-Martin. Elle apprend ce rôle en huit jours, et on dit que « son état de faiblesse l'aide à composer avec plus de vérité encore le personnage d'une mère poitrinaire qui se vend pour payer le mois de nourrice de son enfant. » Engagée l'année suivante à l'Ambigu elle reprend, le 22 novembre, le rôle de Madeleine dans Paillasse. Le public l'applaudit, selon Pierre Larousse, pour la dernière fois. Selon d'autres sources, son dernier rôle est dans Diana, à l'Ambigu.
« Jane a des boutades admirables. Elle lance d'une voix vibrante tel mot qui soulève la salle. Mais la dignité continue, mais la diction étudiée, ne lui demandez rien de tout cela. C'est une actrice de tempérament. Médiocre dans les rôles qui exigent de la tenue, elle est incomparable dans ceux où elle peut mettre en plein vent sa grâce fantasque. »
— Francisque Sarcey, dans Comédiens et comédiennes
À une date indéterminée, elle fait construire rue Daubigny dans le 17e arrondissement de Paris une maison de cinq étages avec ateliers, dont elle occupe le rez-de-chaussée et le premier étage et qu’elle décore avec des bibelots anciens, des tableaux de maître (dont un Delacroix) et de nombreux dessins de Victor Hugo .
À la fin de sa vie, elle a une liaison avec Alfred Koechlin, avec qui elle fait de grands voyages au Japon, Chine et Laponie, avant de se fixer ensemble à Antibes où elle meurt d'une infection pulmonaire en 1892. Ils reposent ensemble au cimetière Rabiac à Antibes.

## Théâtre
- 1857 : André Gérard, de Victor Séjour, le 30 avril 1857, théâtre de l'Odéon[8].
- 1858 : Le Roman d'un jeune homme pauvre, création le 22 novembre 1858, Théâtre du Vaudeville.
- 1860 : Ce qui plaît aux femmes de François Ponsard, création le 30 juin 1860, Théâtre du Vaudeville
- 1861 : Le lac de Glenaston, d'Adolphe d'Ennery et Dion Boucicault, création le 17 octobre 1861 au Théâtre de l'Ambigu-Comique[9].
- 1862 : La bouquetière des innocents, d'Auguste Anicet-Bourgeois et Ferdinand Dugué, création le 15 janvier 1862, Théâtre de l'Ambigu-Comique[10].
- 1862 : Les Beaux Messieurs de Bois-Doré de George Sand adaptée par Sand et Paul Meurice, création le 26 avril 1862 au Théâtre de l'Ambigu-Comique.
- 1863 :François les bas-bleus, création le 31 janvier 1863 au théâtre de l'Ambigu[11].
- 1863 : Les ressources de Quinola de Balzac, création le 12 octobre 1863 au Théâtre du Vaudeville
- 1866 : La conjuration d'Amboise de Louis Bouilhet, création le 29 octobre 1866 au Théâtre de l'Odéon[12].
- 1868 : La Reine Margot, d’Alexandre Dumas et Auguste Maque, création le 2 mars 1868 au Théâtre de la Gaîté.
- 1872 : Le Centenaire d'Adolphe d'Ennery et Édouard Plouvier Théâtre de l'Ambigu-Comique.
- 1874 : Le Chemin de Damas  de Théodore Barrière, création le 19 novembre 1874, Théâtre du Vaudeville
- 1878 : Les Misérables de Charles Hugo et Paul Meurice, d'après le roman de Victor Hugo, création le 22 mars 1878, Théâtre de la Porte Saint-Martin.
- 1879 : Paillasse d'Adolphe d'Ennery, Marc Fournier, le 22 novembre 1879, Théâtre de l'Ambigu-Comique[13].
- 1880 : Diana d'Adolphe d'Ennery et Jules Brésil, le 15 octobre 1880, Théâtre de l'Ambigu-Comique[14].